# Laurence O’Loughlin

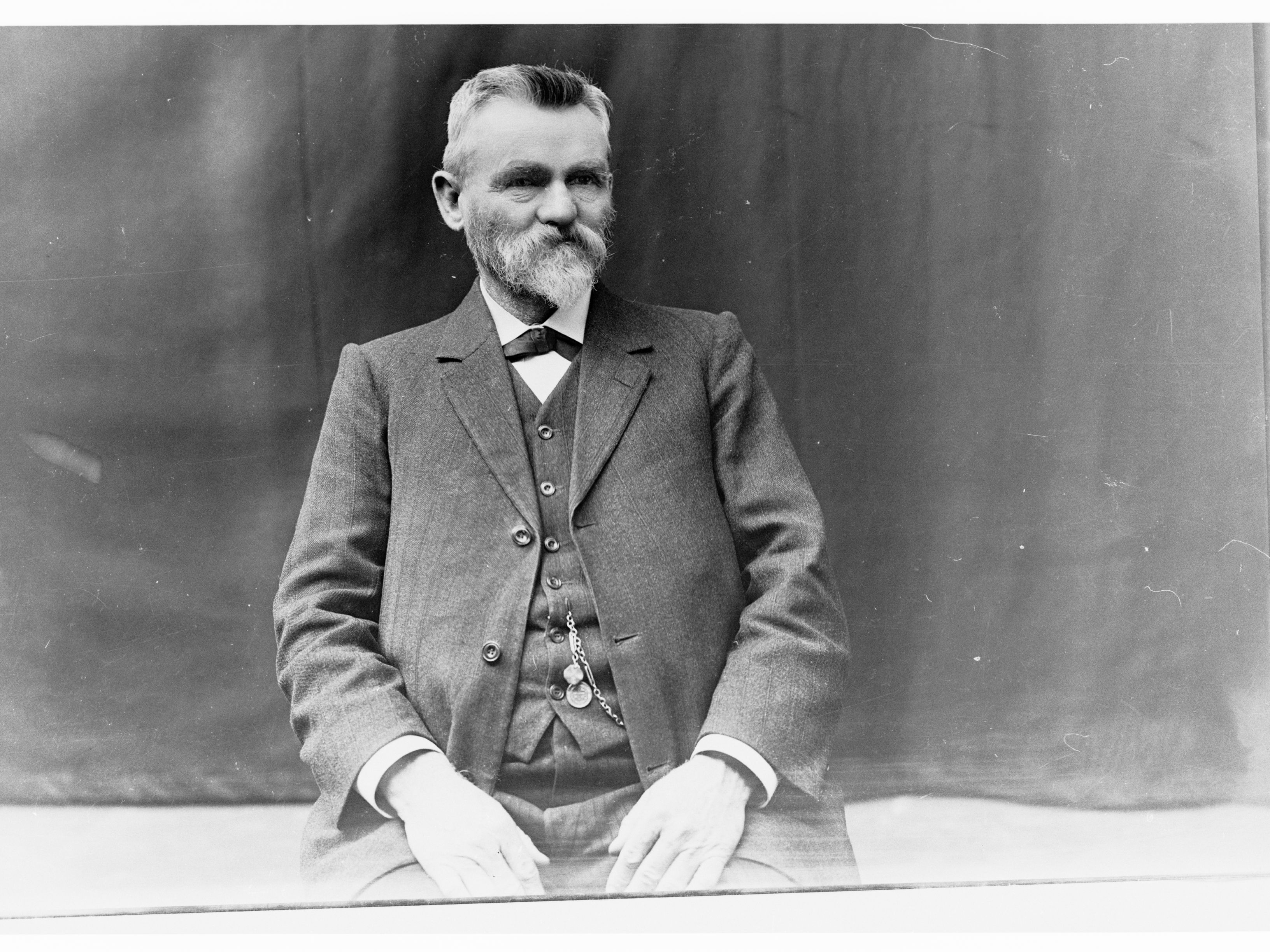
Laurence O’Loughlin (1905)

Hon. Laurence Theodore O’Loughlin (* 14. Januar 1854 (nach anderen Angaben: 21. Februar 1854) in Peachy Belt, Virginia, South Australia (nach anderen Angaben: Salisbury, South Australia); † 25. Januar (nach anderen Angaben: 27. Januar 1927)) war ein australischer Politiker der National Defence League, der Farmers and Producers Political Union sowie zuletzt der Liberal Union, der unter anderem von 1890 und 1918 Mitglied sowie zwischen 1912 und 1915 Sprecher des South Australian House of Assembly war. Darüber hinaus bekleidete er mehrere Ministerposten.

## Leben

### Holzfäller, Farmer und Mitglied desSouth Australian House of Assembly

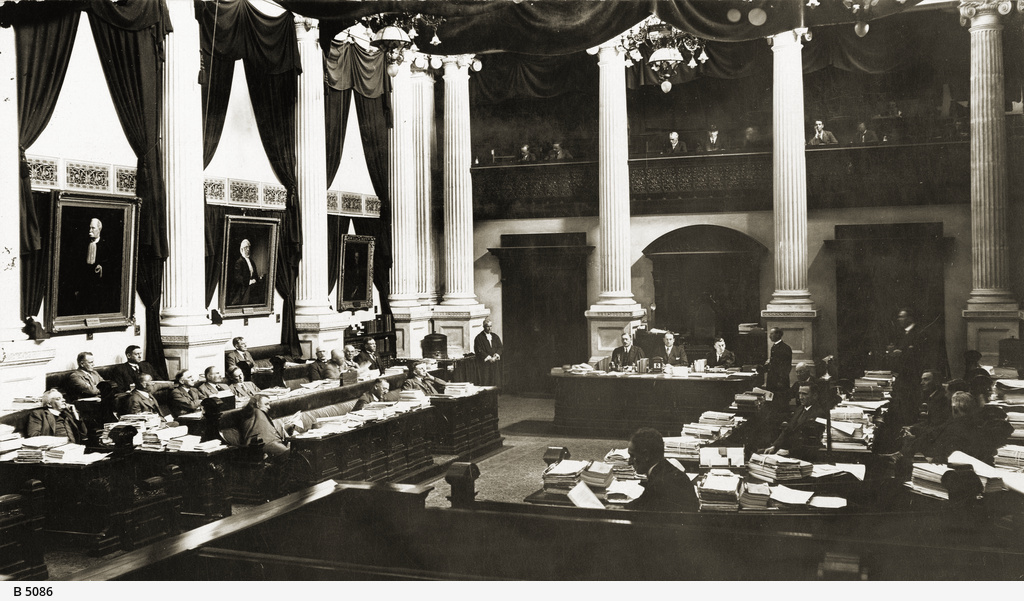
Der Sitzungssaal des South Australian House of Assembly, dessen Mitglied und Sprecher O’Loughlin war.

Laurence Theodore O’Loughlin stammte aus einer irischen Einwandererfamilie und war das älteste Kind des Bauern und Steinmetzes Cornelius O’Loughlin und dessen Ehefrau Anne Barry O’Loughlin. Er besuchte örtliche Schulen in Salisbury und 1867 das Jesuitenkolleg in Sevenhill. 1871 zog die Familie nach Caltowie, wo er als Holzfäller und Landarbeiter tätig war. Später war er Farmer und Viehzüchter auf Ländereien, die er zusammen mit seinen Brüdern in Telowie und Baroota erworben hatte. 1886 wurde er Friedensrichter (Justice of the Peace) sowie 1888 Mitglied des District Council of Port Germein.
Am 14. April 1890 wurde O’Loughlin im damaligen Zwei-Personen-Wahlkreis Frome als Nachfolger von Ebenezer Ward erstmals zum Mitglied des South Australian House of Assembly gewählt, des Unterhauses des Parlaments von South Australia, und vertrat diesen Wahlkreis bis zu dessen Auflösung zum 2. Mai 1902, wobei er sich zwischenzeitlich vom 23. Juli 1891 bis zum 25. April 1896 der National Defence League angeschlossen hatte. Er fungierte zwischen 1894 und 1895 zum ersten Mal als Government Whip Parlamentarischer Geschäftsführer der Fraktion der Regierung in der Legislativversammlung.

### Minister und Sprecher desSouth Australian House of Assembly

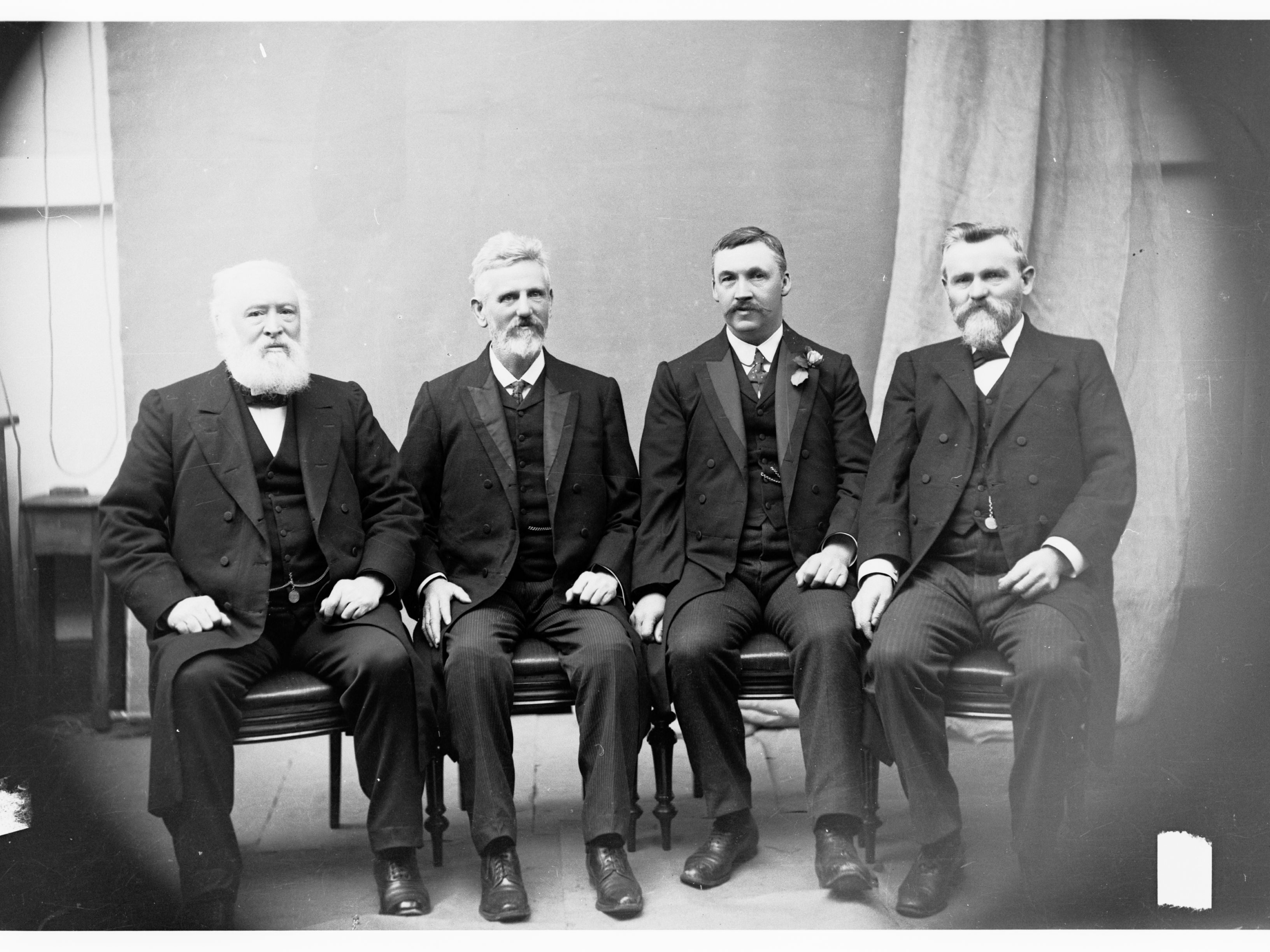
Mitglieder der Regierung Price: Andrew Kirkpatrick, Thomas Price, Archibald Peake und Laurence O’Loughlin (1905).

Am 28. September 1896 wurde er in die Regierung des liberalen Premier Charles Kingston berufen und bekleidete in diesem bis zum 1. Dezember 1899 das Amt als Minister für Ländereien der Krone (Commissioner of Crown Lands). Das Amt als Minister für Ländereien der Krone hatte er zwischen dem 8. Dezember 1899 und dem 15. Mai 1901 auch in der zweiten Regierung des konservativen Premier Frederick Holder sowie vom 15. Mai 1901 bis zum 31. März 1902 in der darauf folgenden Regierung des wiederum liberalen Premier John Jenkins inne. Am 3. Mai 1900 wurde ihm der Höflichkeitstitel The Honourable verliehen. Bei der Wahl am 3. Mai 1902 wurde er im neu geschaffenen Drei-Personen-Wahlkreis Burra Burra wieder zum Mitglied der Legislativversammlung gewählt und gehörte dieser bis zu seiner Niederlage gegen George Jenkins bei der Wahl am 6. April 1918 an, wobei er zwischen dem 10. August 1904 und dem 2. April 1910 erst der Farmers and Producers Political Union sowie im Anschluss vom 2. April 1910 bis zum 5. April 1918 der Liberal Union angehörte. Er war außerdem zwischen 1902 und 1904 erneut Parlamentarischer Geschäftsführer der Regierung in der Legislativversammlung.

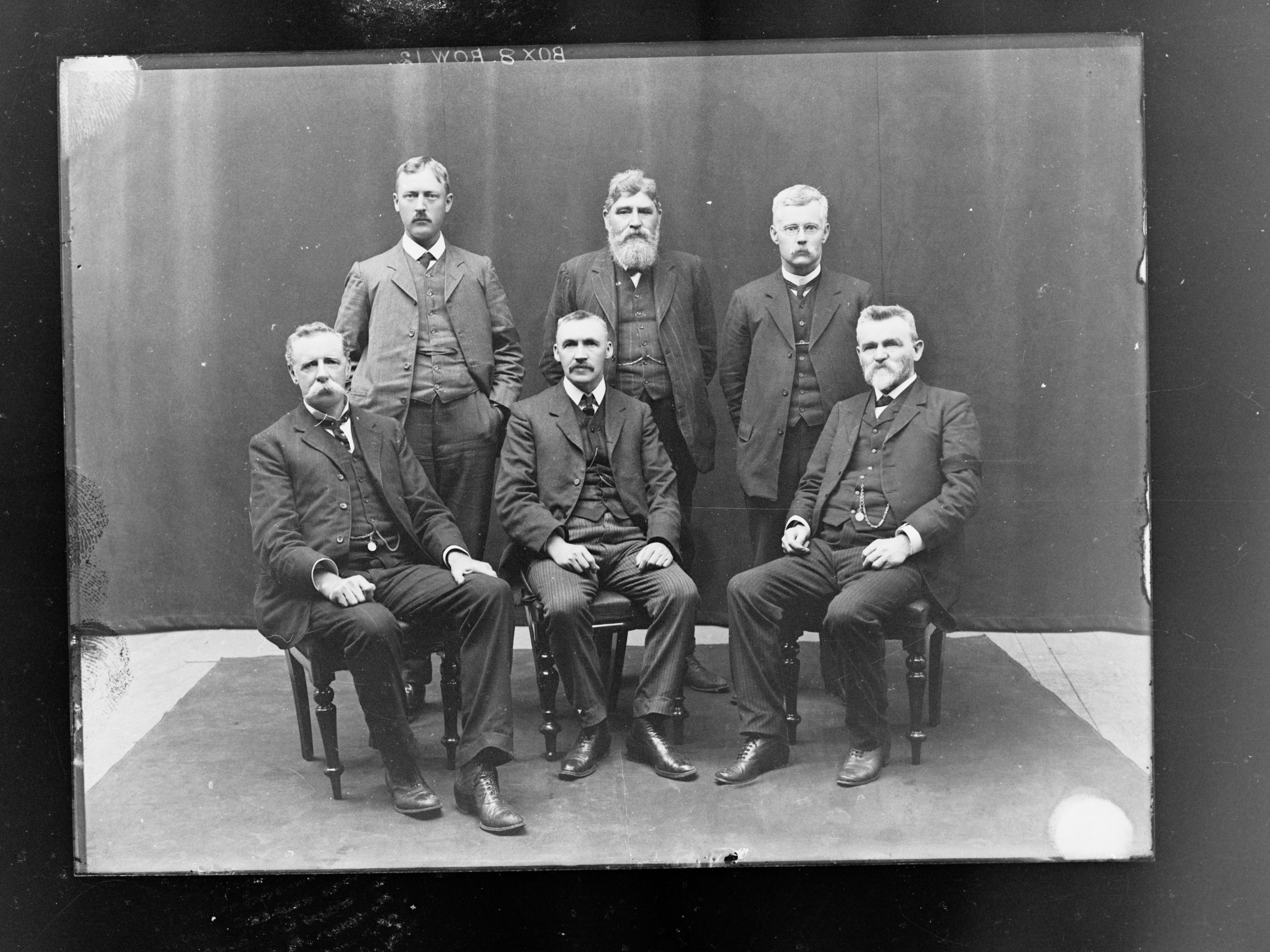
O’Loughlin (sitzend, rechts) und die Mitglieder der ersten Regierung Peake (1909)

Am 26. Juli 1905 wurde Laurence O’Loughlin in die Regierung von Premier Thomas Price von der Australian Labor Party berufen und fungierte in dieser bis zum 5. Juni 1909 als Landwirtschaftsminister (Minister of Agriculture), als Minister für Ländereien der Krone und Einwanderung (Commissioner of Crown Lands and Immigration) sowie darüber hinaus zwischen dem 26. Juli 1905 und als zuständiger Minister für das Nordterritorium (Minister Controlling Northern Territory), welches zwischen dem 6. Juli 1863 und dem 1. Januar 1911 unter der Verwaltung von South Australia stand. In der darauf folgenden ersten Regierung von Premier Archibald Peake von der Liberal and Democratic Union war er vom 5. Juni bis zum 22. Dezember 1909 weiterhin zuständiger Minister für das Nordterritorium, zwischen dem 5. Juni 1909 und dem 3. Juni 1910 außerdem Minister für öffentliche Arbeiten (Commissioner of Public Works) sowie darüber hinaus vom 22. Dezember 1909 bis zum 3. Juni 1910 Minister für Wasserversorgung (Minister for Water Supply).
Nach der Wahl vom 12. Februar 1912 wurde O’Loughlin auf der konstituierenden Sitzung am 19. März 1912 als Nachfolger von Harry Jackson von der Labor Party als Speaker zum Sprecher des House of Assembly gewählt. Er bekleidete das Amt des Parlamentspräsidenten bis zum 7. Juli 1915, woraufhin Frederick Coneybeer von der United Labor Party am 8. Juli 1915 seine Nachfolge antrat.
Aus seiner am 15. August 1885 in der St. Patrick’s Church in Adelaide geschlossenen Ehe mit der Schneiderin Frances Morris gingen vier Töchter und neun Söhne hervor.

## Hintergrundliteratur
- Parliament of South Australia: Statistical Record of the Legislature 1836–2007 (Memento vom 11. März 2019 im Internet Archive)
- Gordon Desmond Combe: Responsible Government in South Australia, Band 1, Wakefield Press, 2009, ISBN 978-1-86254-843-5 (Onlineversion (Auszug))